# Педесет четврта изложба УЛУС-а (јесен 1973)
Педесет четврта изложба УЛУС-а (јесен 1973) је трајала од 15. до 25. децембра 1973. године. Одржана је у галеријском простору Удружења ликовних уметника Србије односно у Уметничком павиљону "Цвијета Зузорић" и у Дому Синдиката, у Београду.

## Каталог
Каталог и плакат је израдио Здравко Мандић.

## Излагачи

### Сликарство

#### А – Б
1. Анте Абрамовић
2. Мирослав Анђелковић
3. Радуле Анђелковић
4. Даница Антић
5. Момчило Антоновић
6. Миодраг Атанацковић
7. Петар-Дане Бановић
8. Селимир Барбуловић
9. Братомир Баругџић
10. Боса Беложански
11. Маринко Бензон
12. Олга Богдановић-Милуновић
13. Славољуб Богојевић
14. Војтех Братуша
15. Душан Бркић
16. Рудолф Бркић
17. Љиљана Бурсаћ

#### В
1. Растко Васић
2. Душко Вијатов
3. Исидор Врсајков
4. Мића Вујовић
5. Бранислав Вујчић
6. Бошко Вукашиновић
7. Слободан Вукдраговић
8. Мирјана Вукмировић Пачов
9. Драга Вуковић
10. Драган Вукосављевић
11. Бранислав Вулековић
12. Живан Вулић

#### Г – Д
1. Руди Габерц
2. Слободан Гавриловић
3. Радоман Гашић
4. Ратомир Глигоријевић
5. Ђорђе Голубовић
6. Александар Грбић
7. Оливера Грбић
8. Алексанар Дедић
9. Евгенија Демниевска
10. Јован Димовски
11. Милица Динић
12. Драгиша Добрић
13. Дана Докић
14. Данка-Дуња Докић

#### Ђ – Е – Ж
1. Амалија Ђаконовић
2. Марио Ђиковић
3. Душан Ђокић
4. Даринка Ђорђевић
5. Заре Ђорђевић
6. Димитрије Ђурић
7. Бериша Енђел Фрањо
8. Владимир Живанчевић
9. Иванка Живковић
10. Јован Живковић

#### З  – И  – Ј
1. Божидар Здравковић
2. Јован Зец
3. Божур Ивановић
4. Бошко Илачевић
5. Ксенија Илијевић
6. Студа-Милисав Илић
7. Светозар Јоановић
8. Александар-Бириљ Јовановић
9. Богдан Јовановић
10. Драган Јовановић
11. Јелена Јовановић
12. Вера Јосифовић
13. Гордана Јоцић
14. Предраг-Пјо Јоцић
15. Миодраг Јањушевић

#### К
1. Богомил Карлаварис
2. Десанка Керечки-Мустур
3. Милан Кечић
4. Милан Кешељ
5. Никола Клисић
6. Божидар Ковачевић
7. Верица Кочић
8. Љиљана Ковачевић
9. Зорица Костић
10. Анастасија Краљић
11. Јарослав Кратина
12. Коста Кривокапић
13. Јован Крижек
14. Велизар Крстић
15. Владимир Крстић
16. Добринка Крстић-Бељић
17. Радмила Крстић-Николић
18. Јован Кукић

#### Л – М
1. Милан Лајешић
2. Грујица Лазаревић
3. Драгомир Лазаревић
4. Радмила Лазаревић
5. Боро Ликић
6. Светолик Лукић
7. Александар Луковић
8. Каћа Љубинковић
9. Милош Максимовић
10. Зоран Мандић
11. Бранко Манојловић
12. Милорад Маравић
13. Мира Мареш
14. Милан Маринковић
15. Бранка Марић
16. Бранислав Марковић
17. Војислав Марковић
18. Даница Масниковић
19. Јулкица Масниковић
20. Слободанка Матић
21. Душан Машовић
22. Желимир Миладин
23. Миомир Миленковић
24. Боле Милорадовић
25. Живорад Милошевић
26. Милан Миљковић
27. Витомир Митровић
28. Савета Михић
29. Саша Мишић
30. Душан Мишковић
31. Миша Младеновић
32. Петар Младеновић
33. Светислав Младеновић
34. Сретен Млинаревић
35. Петар Мојак
36. Мирјана Мојсић
37. Драгослав Момчиловић
38. Александар Моравски
39. Марклен Мосијенко
40. Мома Марковић

#### Н – О – П
1. Јелка Нешковић Думовић
2. Добривоје Николић
3. Мирјана Николић Пећинар
4. Миливоје-Кањош Новаковић
5. Нада Оњин Жужић
6. Лепосава Ст. Павловић
7. Ружица-Беба Павловић
8. Споменка Павловић
9. Саниша Пајић
10. Бранимир Пауновић
11. Стојан Пачов
12. Медош Петровић Драгић
13. Миодраг Петровић
14. Томислав Петровић
15. Данкица Петровска
16. Милорад Пешић
17. Татјана Поздњаков
18. Гордана Поповић
19. Мирјана Поповић
20. Вишња Постић
21. Мирко Почуча
22. Божидар Продановић
23. Михаило-Бата Протић

#### Р
1. Ђуро Радловић
2. Божидар Раднић
3. Иван Радовић
4. Радмила Радојевић
5. Милутин Радојичић
6. Мирко Радуловић
7. Сава Рајковић
8. Љиљана Ракић
9. Владанка Рашић
10. Владимир Рашић
11. Вера-Тори Ристић
12. Видоје Романдић
13. Ратомир Руварац
14. Југослав Радојичић

#### С
1. Рајко Самарџија
2. Светозар Самуровић
3. Ђорђе Симић
4. Феђа Соретић
5. Димитрије Сретеновић
6. Војислав Стаменић
7. Десанка Станић
8. Бранко Станковић
9. Милић Станковић
10. Мирослав Стевановић
11. Тодор Стевановић
12. Слободан Стефановић
13. Владимир Стојановић
14. Миодраг Стојановић
15. Стеван Стојановић
16. Живко Стојсављевић
17. Зоран-Врањски Стошић

#### Т – Ћ – У – Х – Ц
1. Татјана Тарновска
2. Емра Тахир
3. Шандор Торок
4. Радислав Тркуља
5. Стојан Трумић
6. Лепосава Туфегџић
7. Милорад Ћирић
8. Јелена Ћирковић
9. Силвија Ћурчија-Миладин
10. Милан Узелац
11. Сабахадин Хоџић
12. Пал Хомонаи
13. Милан Цмелић

#### Ч – Џ – Ш
1. Славољуб Чворовић
2. Оливера Чохаџић Радовановић
3. Милорад Џелетовић
4. Томислав Шеберковић
5. Хелена Шипек
6. Слободанка Шобот

### Вајарство

#### А – Б – Ж – Ј – К – М
1. Драгиша Андрић
2. Миодраг Анђелковић
3. Бојана Бан Ђорђевић
4. Јожеф Бенеш
5. Миленко Жарковић
6. Милан Жунић
7. Доца Јанковић
8. Милица Јелић
9. Зоран Јовановић-Добротин
10. Стеван Кнежевић
11. Стојан-Гранде Ковачевић
12. Емило Костић
13. Илија Костов
14. Душан Ђ. Матић

#### Л – М – О – П – С – Т
1. Мира Летица
2. Милан Лукић
3. Драгомир Милеуснић
4. Божидар Обрадовић
5. Драгиша Обрадовић
6. Михајло Пауновић
7. Мирослав Протић
8. Љубинка Савић Граси
9. Сава Сандић
10. Татјана Стефановић-Зарин
11. Радивој Суботички
12. Милосав Сунајац
13. Милорад Ступовски
14. Марина Тадић
15. Станислав Тасић
16. Томислав Тодоровић

#### Х
1. Мита Хаџи
2. Јосип Хрдличка

### Графика

#### А – Б – В – Г – Д – Ј  – К
1. Градимир Алексић
2. Иванка Ацин
3. Божидар Бабић
4. Оскар Бербеља
5. Милан Бесарабић
6. Ана Бешлић
7. Радмила Бобић-Фијатовић
8. Војислав Вујисић
9. Ангелина Гаталица
10. Стеван Дукић
11. Војислав Јакић
12. Селимир Јовановић
13. Даница Кокановић-Младеновић
14. Антон Краљић
15. Милован Крстић
16. Душан Миловановић
17. Станка Миловановић
18. Владан Мицић
19. Милан Мартиновић

#### О – П – Р – С – Х – Ћ  – Ч
1. Вукица Обрадовић Драговић
2. Радомир Петровић
3. Ратомир Пешић
4. Миомир Радовић
5. Добри Стојановић
6. Слободан Стојиловић
7. Катарина Стојсављевић
8. Нусрет Хрвановић
9. Милош Ћирић
10. Златана Чок